# Resolución 2071 del Consejo de Seguridad de las Naciones Unidas
La resolución 2071 del Consejo de Seguridad de las Naciones Unidas, aprobada por unanimidad el 12 de octubre de 2012, abordó la situación en Malí.
El Consejo de Seguridad expresó su preocupación por la evolución de la situación en el norte del país desde la rebelión tuareg y la posterior entrada en el conflicto de grupos islamistas. El Consejo estimó que los acontecimientos podría derivar a una desestabilización de toda la región del Sahel y a una expansión de los grupos terroristas, incluyendo a Al Qaeda del Magreb Islámico (AQMI). Mostró preocupación por la violación de los Derechos Humanos que estaba teniendo lugar en esa región (incluyendo ataques contra civiles, violencia sexual contra las mujeres, desplazamientos forzosos y reclutamiento de menores), exigiendo a todos los grupos del norte del país un cese inmediato de los abusos y violaciones del derecho internacional humanitario.
Hizo un llamamiento al gobierno de Malí, constituido meses atrás como gobierno de unidad nacional, a los grupos rebeldes y a los representantes legítimos de las zonas del norte del país para que entablasen negociaciones lo antes posible con el fin de alcanzar una solución política. Paralelamente exhortó a los grupos rebeldes a que cortasen relaciones con las organizaciones terroristas que operaban en la zona norte, especialmente con AQMI, bajo la amenaza de ser incluidos ellos también en las listas de sanciones aplicables por todos los Estados miembros de las Naciones Unidas contra Al Qaeda y organizaciones afines.
Por otro lado el Consejo de Seguridad solicitó al Secretario General la redacción de un informe que debía presentarse a los 45 días siguientes para planificar, conjuntamente con asesores militares de la Comunidad Económica de Estados de África Occidental (CEDEAO) y la Unión Africana, el diseño de una hoja de ruta que contemplase el despliegue de una fuera multinacional. Dicha fuerza, compuesta principalmente por países de la región, debería asistir al gobierno de Malí y a las Fuerzas Armadas de Malí para recuperar el control en el norte del país. El Consejo de Seguridad se mostró dispuesto a autorizar mediante una posterior resolución y una vez recibido el informe del Secretario General dicha operación multinacional, la cual había sido previamente requerida por el gobierno de transición de Malí.
El proyecto de resolución fue presentado por Francia y auspiciado por Sudáfrica, Marruecos, Togo, Alemania, India y Reino Unido.